# Rysjön, Dalarna
Rysjön är en sjö i Malung-Sälens kommun i Dalarna och ingår i Göta älvs huvudavrinningsområde. Sjön är 12 meter djup, har en yta på 0,325 kvadratkilometer och befinner sig 345,3 meter över havet. Vid provfiske har abborre, lake och öring fångats i sjön. Sjösandslända kläcks vid sjön kring månadsskiftet mellan maj och juni.

## Delavrinningsområde
Rysjön ingår i det delavrinningsområde (670017-138585) som SMHI kallar för Mynnar i Väst-Kvien. Medelhöjden är 367 meter över havet och ytan är 5,26 kvadratkilometer. Det finns inga avrinningsområden uppströms utan avrinningsområdet är högsta punkten. Vattendraget som avvattnar avrinningsområdet har biflödesordning 3, vilket innebär att vattnet flödar genom totalt 3 vattendrag innan det når havet efter 403 kilometer. Avrinningsområdet består mestadels av skog (74 procent). Avrinningsområdet har 0,33 kvadratkilometer vattenytor vilket ger det en sjöprocent på 6,2 procent.

## Fiske
Fiskekort från Malungs FVOF krävs för personer som är 15 år eller äldre för att få fiska i sjön.